# Citační manažer
Citační manažer je počítačový program, který slouží ke správě a organizaci citací, zejména pro odbornou vědeckou komunitu, ale i pro studenty, kteří píší například své studentské práce ve škole (semestrální práce, referáty, závěrečné práce). Všude tam je totiž nutné dodržovat práci se zdroji (tj. důsledně použité zdroje citovat) tak, aby nedošlo k podezření z plagiátorství. Podle M. Černého patří mezi nejznámější citační styly styl nazývaný APA (používá se ale ve verzích 5, 6, 7), ČSN ISO 690, MLA, IEEE, ale ve skutečnosti jsou jich tisíce.

## Jak citační manažer usnadňuje práci s citacemi
Citační manažer umožňuje efektivně organizovat a spravovat citace a bibliografické odkazy, čímž šetří čas a zvyšuje přesnost. Citační manažer automaticky generuje seznamy literatury v různých citačních stylech, minimalizuje riziko chyb a usnadňuje spolupráci. Navíc se integruje s textovými editory, což umožňuje vkládat citace přímo do textu.
Citační manažer ulehčuje práci tím, že do něj lze importovat citace ve strojové podobě, případně si manažer umí citaci i sám vytvořit z vloženého PDF souboru. Naopak export citace je pak typicky možný v různých citačních normách či formátech (bibtex aj.).
Další výhodou citačního manažeru je, že uživatel má všechny reference k dané práci na jednom místě, některé citační manažery umožňují automaticky najít zdrojový dokument a uložit si jej i s citací, často i offline. Citace lze potom třídit podle nejrůznějších kritérií (autor, rok vydání, nakladatel, ...).
Uživatel navíc může citace upravovat, případně si i přidávat k jednotlivým záznamům poznámky, komentáře, apod.

## Příklady citačních manažerů
- Zotero je bezplatný a open-source program s širokou škálou funkcí.
- Mendeley
- EndNote
- Google Scholar (umožňuje nejen články vyhledávat a kopírovat jejich citace, ale také si citace ukládat v profilu, i když ne tak pokročile, jak u desktopových citačních manažerů).
- CitacePRO